# Estreito de Kvarken
(sv) Kvarken
(fi) Merenkurkku

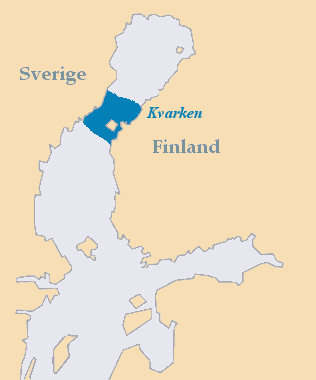
Mapa do mar Báltico, mostrando o Kvarken

O estreito de Kvarken – em sueco Kvarken e em finlandês  Merenkurkku – é o braço de mar mais estreito do golfo de Bótnia, no mar Báltico.

Também é designado por "Kvarken do Norte" (Norra kvarken) para ser distinguido do Kvarken do Sul (Södra kvarken), que separa o mar de Åland do mar de Bótnia. Fica entre a baía de Bótnia a norte e o mar de Bótnia a sul, assim como entre a costa oriental da Suécia e a costa ocidental da Finlândia.

Tem uma profundidade de cerca de 25 m e uma largura de uns 80 km.
No lado finlandês, existe um grande arquipélago com 7 000 ilhotas - o arquipélago Kvarken.
No lado sueco existe um arquipélago de menores dimensões.